# Mosaïque du rosier
La mosaïque du rosier est une maladie virale qui affecte les rosiers (Rosa sp.). Cette maladie provoque des symptômes variés sur les feuilles : taches annulaires, lignes chlorotiques, filigranes, marbrures des feuilles, ainsi que des motifs en mosaïque jaune. Elle est due à plusieurs virus des genres Ilarvirus et Nepovirus qui interviennent  séparément ou plus souvent en combinaison, ce qui a conduit certains auteurs à parler de « complexe viral de la mosaïque du rosier ». Chez certains cultivars, ces virus peuvent provoquer une panachure des fleurs. D'autres cultivars infectés peuvent rester asymptomatiques.
La maladie n'est pas létale pour les rosiers, mais l'infection a pour effet de réduire la vigueur des plantes et de les affaiblir, si bien qu'elles sont plus vulnérables au stress de la transplantation ou aux blessures hivernales.

## Agents pathogènes
Les agents causaux de la mosaïque du rosier sont des phytovirus des genres Ilarvirus et Nepovirus qui agissent souvent en infections combinées, conduisant certains auteurs à parler de « complexe viral de la mosaïque du rosier » (RMVc, Rose mosaic virus complex).
Au sein du genre Ilarvirus, les virus les plus fréquents sont le virus des taches annulaires nécrotiques des Prunus (PNRSV, Prunus necrotic ringspot virus), à répartition cosmopolite, et  le virus de la mosaïque du pommier (ApMV, Apple mosaic virus), présent surtout aux États-Unis. Dans le genre Nepovirus, plusieurs virus, agissant seuls ou en combinaison avec des Ilarvirus, ont été signalés : le virus de la mosaïque de l'arabette (ArMV, Arabis mosaic virus), le  virus latent des taches annulaires du fraisier (SLRSV, Strawberry latent ringspot virus), le  virus des taches annulaires du tabac (TRSV, Tobacco ringspot virus) et le virus des taches annulaires de la tomate (ToRSV, Tomato ringspot virus).